# Greatest Hits (Neoton-album)
A Greatest Hits a Neoton Família Japánban megjelent válogatásalbuma, melyet 1988-ban CD-n is kiadtak. Az együttes legnagyobb slágerei szerepelnek rajta, összesen 12 dal.

## Megjelenések
| Ország | Formátum | Sorszám    | Kiadó | Év   |
| ------ | -------- | ---------- | ----- | ---- |
| Japán  | LP       | RPL 8091   | RCA   | 1981 |
| Japán  | CD       | RPLCD-8091 | RCA   | 1988 |

- Don Quijote – 4:10
- Marathon – 5:22
- The Sound Of Summer – 3:07
- Family Superman – 4:16
- New Love – 3:10
- Smile Again – 5:24
- Samson And Delilah – 4:41
- Easy-Breezy – 3:24
- Santa Maria – 4:30
- Lobo – 4:22
- Load Of The Mountain – 3:14
- Dandelion – 3:44